# Thilay
Thilay település Franciaországban, Ardennes megyében. Lakosainak száma 983 fő (2022. január 1.). Thilay Gespunsart, Hargnies, Haulmé, Les Hautes-Rivières, Monthermé, Neufmanil és Tournavaux községekkel határos.

## Népesség
A település népessége az elmúlt években az alábbi módon változott:
| Lakosok száma | 1245 | 1151 | 1143 | 1068 | 1066 | 1067 | 1061 | 1043 | 1032 | 983  |
|               | 1968 | 1982 | 1990 | 2006 | 2013 | 2015 | 2017 | 2019 | 2020 | 2022 |